# Relações entre Tailândia e Vietnã
As relações entre Tailândia e Vietnã referem-se as relações bilaterais atuais e históricas entre a Tailândia e o Vietnã. A Tailândia tem uma embaixada em Hanoi e o Vietnã tem uma embaixada em Bangkok.  Ambos os países são membros da ASEAN.

## História

### Guerra do Vietnã e Khmer Vermelho
A Tailândia participou da Guerra do Vietnã  ao lado dos Estados Unidos, devido aos temores sobre a teoria do dominó comunista e a insurgência comunista na Tailândia. A Tailândia implantou entre 12 a 15 mil soldados para combater nesta guerra, dos quais mais de 2.000 baixas foram registradas. Depois de 1975, as relações entre Tailândia e Vietnã permaneceram azedas e muito tensas.
Após a invasão vietnamita do Camboja, que resultou na derrubada do Khmer Vermelho, o Vietnã entrou em um conflito com a Tailândia devido ao apoio tailandês ao regime deposto. Incursões fronteiriças foram lançadas entre as duas nações e estas danificaram grande parte do Camboja, assim, o relacionamento de ambos permaneceu amargo.
A hostilidade entre a Tailândia e o Vietnã só terminou em 1989, quando as forças vietnamitas se retiraram do Camboja.

## Atualmente
Após as reformas Đổi mới de Nguyễn Văn Linh em 1986, o Vietnã passou de um estado socialista para um país mais integrado à sociedade internacional. Quanto ao resultado, as relações tailandesas-vietnamitas melhoraram rapidamente em efeito similar. A Tailândia, membro fundador da ASEAN, apoiou a adesão vietnamita à organização, a qual o Vietnã se tornaria membro em 1995. Assim, a relação entre a Tailândia e o Vietnã, uma vez pobre, se transforma em cooperação estratégica e aliança.

### Relações econômicas
Em 2015, a Tailândia foi o décimo maior investidor no Vietnã, no valor de quase US $ 7 bilhões. A Tailândia também foi o quinto parceiro comercial do Vietnã. 